# Prolapsus rectal
 (septembre 2020).
Si vous disposez d'ouvrages ou d'articles de référence ou si vous connaissez des sites web de qualité traitant du thème abordé ici, merci de compléter l'article en donnant les références utiles à sa vérifiabilité et en les liant à la section « Notes et références ».
Pour les autres types de prolapsus, voir Prolapsus.
 (novembre 2015).

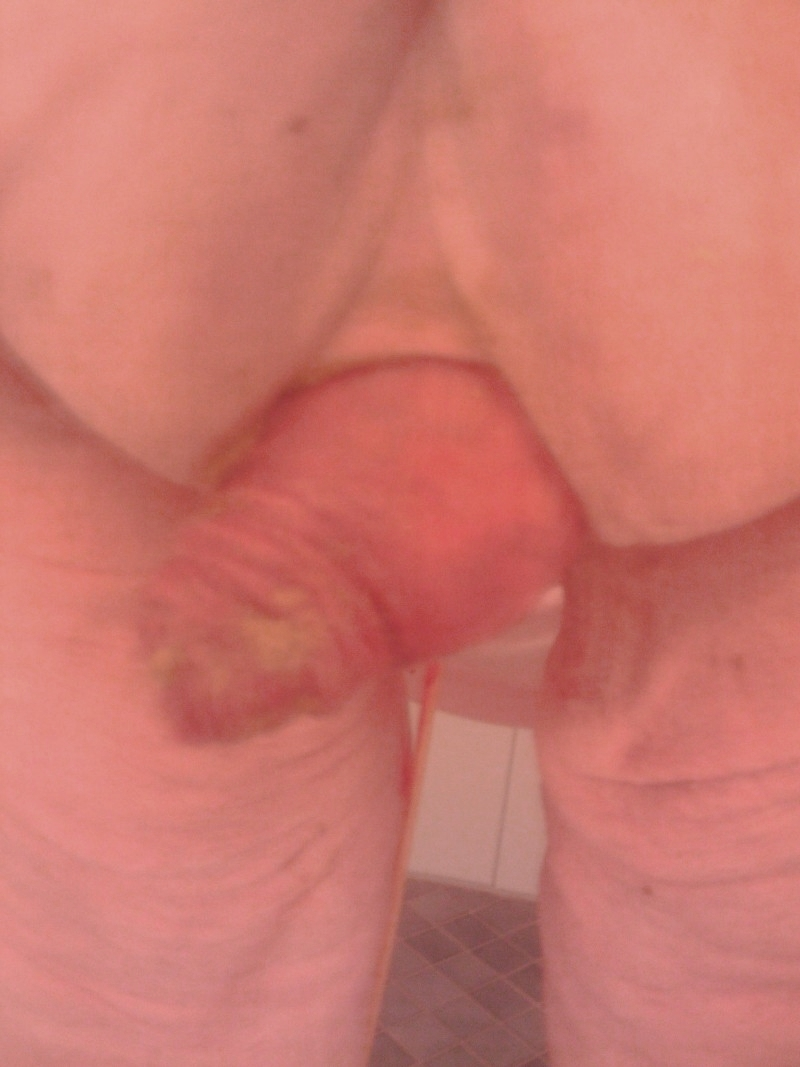
Prolapsus rectal

Le prolapsus rectal est une pathologie causée par des distensions du rectum et induisant une difficulté à contrôler les défécations, et pouvant aller jusqu'à l'incontinence anale. Ces distensions sont provoquées en particulier lors de l'évacuation des selles : le rectum sort alors légèrement à travers l'anus, d'où la justification de l'étymologie latine « pro-lapsus », soit « glissement en avant ». Ceci est favorisé en particulier par de fortes poussées en cas de constipation, ou par un régime trop sédentaire qui atrophie la musculation retenant ou rappelant le rectum à l'intérieur de l'anus. Selon la gravité, le prolapsus se rétracte plus ou moins longtemps après les selles à l'intérieur de l'anus. S'il n'est pas trop grave, sa rétractation est facilitée en position allongée sur le dos au lit, et encore mieux en croisant les jambes dans cette position. Pour cette raison, la vie des personnes atteintes est facilitée en allant habituellement à la selle le soir de préférence (en particulier, il faut éviter de marcher ou faire du sport ou des trajets en voiture avant qu'il ne se soit rétracté).
Chez l'adulte, une bonne hygiène de vie peut l'éviter ou permettre de le résorber s'il n'est pas trop grave et survient juste après être allé à la selle. Cette hygiène consiste à pratiquer régulièrement de très simples exercices du plancher pelvien qui musclent la zone anale, favorisant ainsi la rétractation du prolapsus à l'intérieur de l'anus. Ces exercices ne résolvent pas seulement le prolapsus, mais agissent également sur d'autres problèmes liés à la même région du corps (incontinence urinaire, certaines impuissances masculines, tonicité sexuelle féminine...).
Puisque la situation normale du rectum est de ne pas dépasser à l'extérieur de l'anus, le prolapsus a facilement des effets secondaires : saignements et suintements (en particulier à la suite de frottements lorsque le prolapsus est sorti : papier hygiénique ⇒ préférer la douche, sport, secousses en voiture), saignements dus à des hémorroïdes sorties qui accompagnent le prolapsus. Avant de retrouver une hygiène de vie, ces saignements peuvent être traités par des crèmes anti-hémorragiques ou de l'eau oxygénée.
Les cas plus graves de prolapsus sont soignés par la chirurgie.
À des fins sexuelles, certaines personnes se provoquent volontairement un prolapsus rectal[réf. nécessaire].